# Navigationsschule (Hamburg)

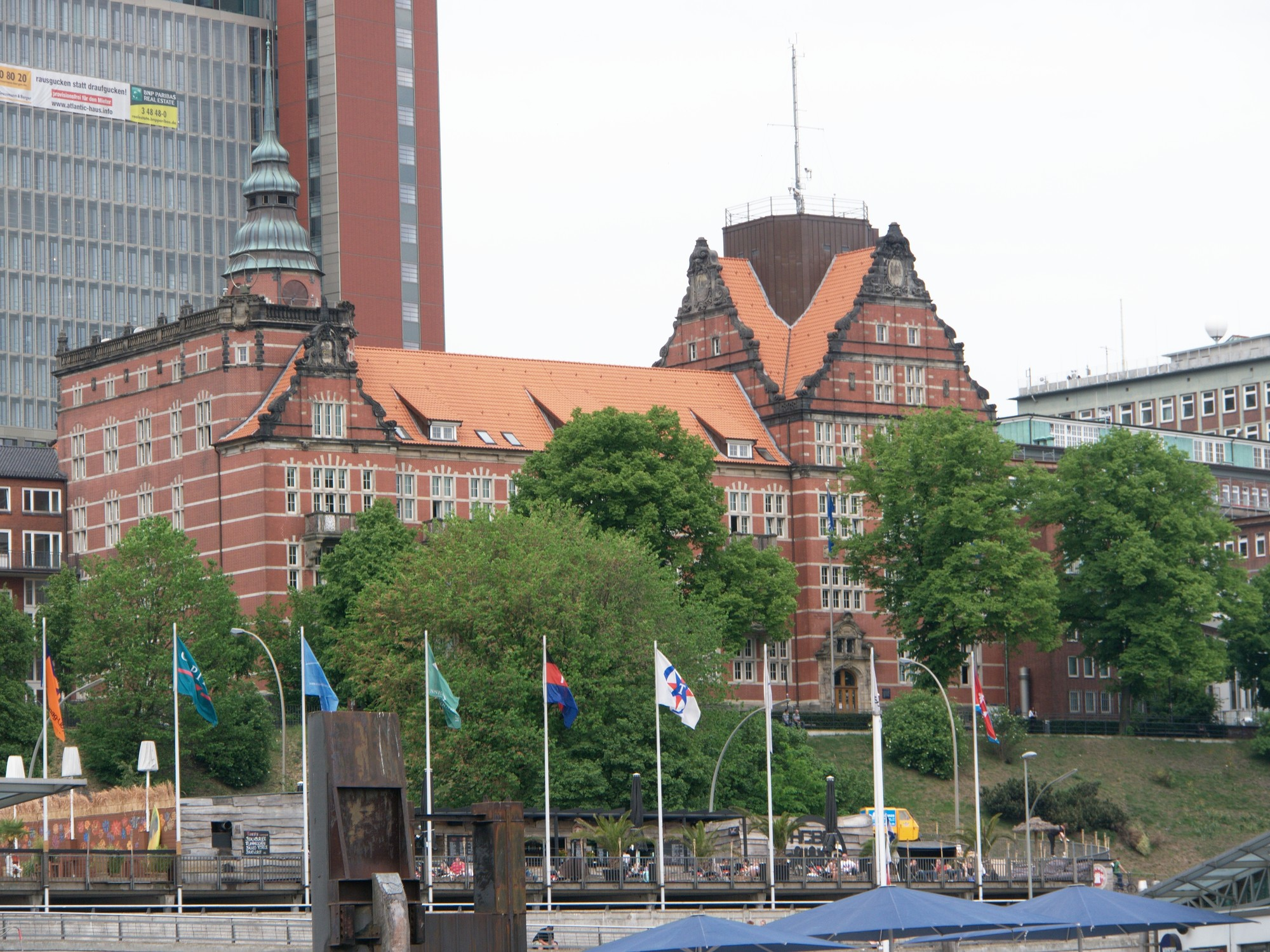
Die frühere Navigationsschule bei den St. Pauli-Landungsbrücken

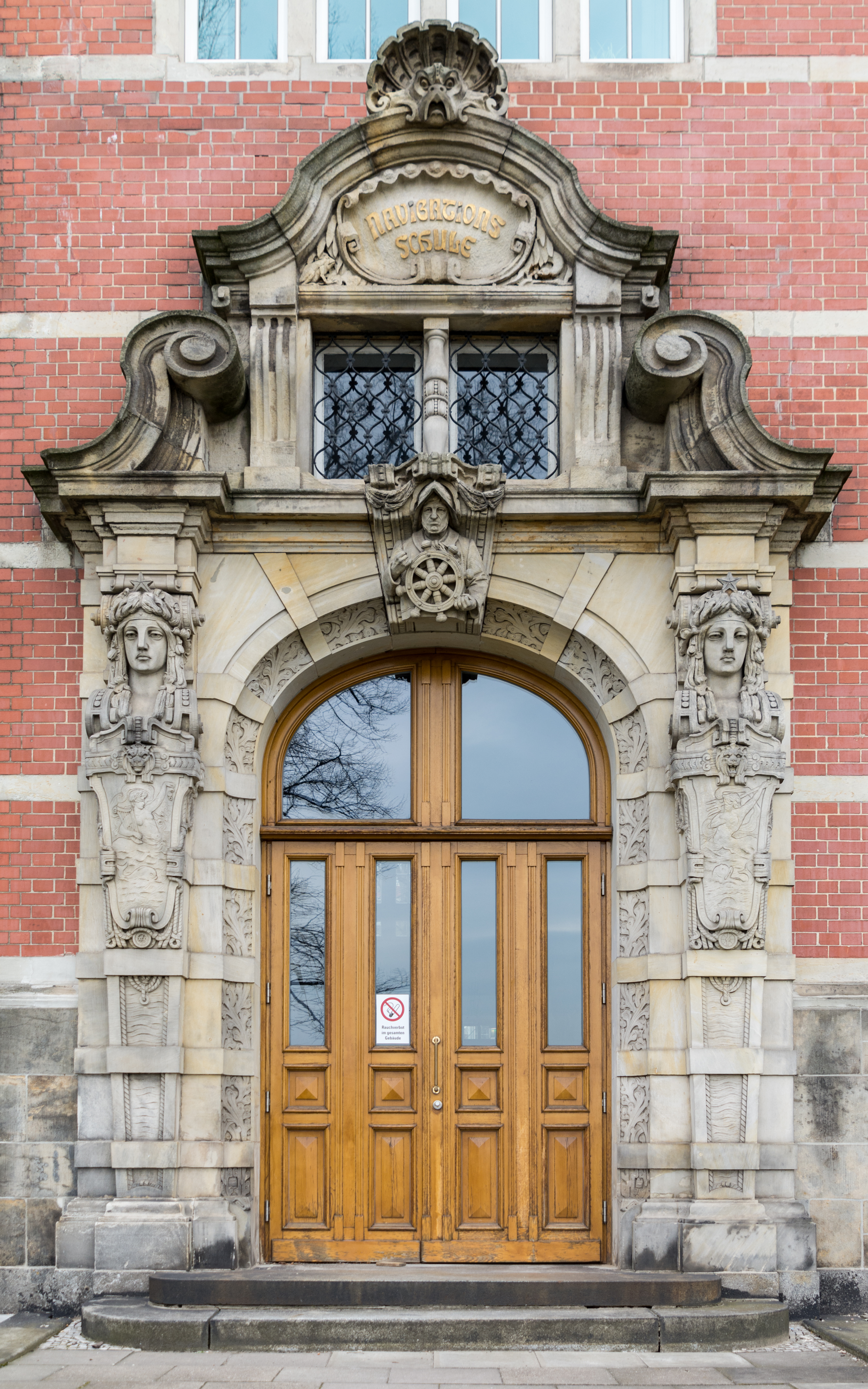
Portal der Navigationsschule auf St. Pauli

Die Navigationsschule war eine Lehreinrichtung für angehende Kapitäne in Hamburg. Sie existierte mit Unterbrechungen von 1749 bis 1979. Das Gebäude wird heute vom Deutschen Wetterdienst (DWD) genutzt.

## Geschichte
Gerloff Hiddinga gründete am 1. Oktober 1749 die erste staatliche Navigationsschule Hamburgs und legte damit die Grundlage für das deutsche Seefahrtsschulwesen. Die Hamburgische Admiralität wollte die theoretischen Navigationskenntnisse angehender oder bereits erfahrener Kapitäne verbessern. Die Schule befand sich in Hiddingas Wohnung am Kirchhof von Sankt Katharinen. Unterrichtet wurden Astronomie, Mathematik, Physik, Sprachen und Zeichnen. Ab 1785 bot auch die Patriotische Gesellschaft von 1765 eigenen Unterricht an. Nachfolger des 1766 verstorbenen Hiddinga wurde Jan Juriaan Fruchtnicht, der wie Hiddinga Niederländer war. Fruchtnicht gab dazu 1755 einen kleinen Leitfaden für den nautischen Unterricht heraus: De kleene Zeemans-Wegwyzer of te Kunst der Stuurlieden.
1808 wurden erstmals Abschlussprüfungen eingeführt. In der Zeit der Besetzung durch die Truppen Napoleons fand kein Unterricht statt. 1819 erschien das Handbuch der Schiffahrtsschule, da es bis dato kein ausführliches Lehrbuch in deutscher Sprache gegeben hatte. Nachdem der Hamburger Senat Steuerleute ab 1. Januar 1827 zu einer Steuermannsprüfung verpflichtet hatte, stiegen die Schülerzahlen deutlich an.
Einer der Direktoren war der Wasserbauer Reinhard Woltmann, Verfasser vom Handbuch der Schiffahrtskunde. Woltmann setzte sich auch für Charles Rümker als seinen Nachfolger ein, der mit Beginn des Wintersemesters dieses Amt antrat, doch bereits im darauffolgenden Jahr die Observatorenstelle bei Thomas Brisbane zum Aufbau der Paramatta-Sternwarte in Australien annahm. Zum Nachfolger Rümkers wurde auf Empfehlung Woltmans Daniel Braubach eingesetzt.
Der Navigationslehrer Arthur Breusing war 1858 auf dem Weg von Danzig, Grabowo (Stettin) und Lübeck nach Bremen zur dortigen Navigationsschule kurz zu Gast in der Hamburger Navigationsschule.
1905 wurde in der Nähe ein Neubau errichtet, in dem heute der Deutsche Wetterdienst untergebracht ist. Während des Ersten Weltkriegs wurde in der Navigations- und Seefahrtschule (Bei der Erholung 12) ein Reservelazarett mit 150 Betten eingerichtet. Die Schule unterstand lange Zeit der Schifffahrts- und Hafendeputation.
Nach dem Ende des Zweiten Weltkriegs war zunächst keine deutsche Schifffahrt mehr erlaubt. Diese Maßgabe wurde von den Alliierten aber bald aufgegeben. Kurze Zeit später fusionierte die Navigationsschule mit der Altonaer Seefahrtschule an der Rainvilleterrasse. Die getrennten Standorte wurden in dem Gebäude am Altonaer Balkon zusammengelegt. 1979 wurde die von 700 Schülern besuchte Schule der Fachhochschule Hamburg angegliedert. 1988 wurde die Ausbildung zum Funkoffizier eingestellt; 1996 wurden Technik und Nautik zusammengeführt und in die Ausbildung zum Schiffsbetriebsoffizier für Deck und Maschine aufgenommen und der Fachbereich Seefahrt aufgelöst. Die Ausbildung übernahm das Institut für Schiffsbetrieb, Seeverkehr und Simulation (ISSUS), welches die Ausbildung am 30. September 2005 einstellte.

## Bekannte Lehrer und Leiter der Navigationsschule
- Gerloff Hiddinga (1683–1766)[14]
- Daniel Braubach (1767–1828), Nautiker, Pädagoge, Direktor der Navigationsschule (ab 1821)
- Carl Rümker (1788–1862), Astronom, 1819 bis 1820 Lehrer an der Navigationsschule
- Carl Theodor Bernhard Niebour (1825–1915), Navigationslehrer und Direktor der Navigationsschule (1863 bis 1900)
- Friedrich Bolte (1860–1940), Navigationslehrer und Direktor der Navigationsschule (1901 bis 1925)
- Otto Steppes (1882–1984), Nautiker, Seefahrtschuldirektor, Direktor der Navigationsschule (1925 bis 1948)
- Hermann von Morgenstern (1941–2012), Kapitän, Dozent an der Seefahrtschule

## Bekannte Teilnehmer
- Robert Hilgendorf, Kapitän der Potosi (1895–1901), Fünfmastbark
- Hinrich Nissen, Kapitän des Fünfmast-Vollschiffs Preußen

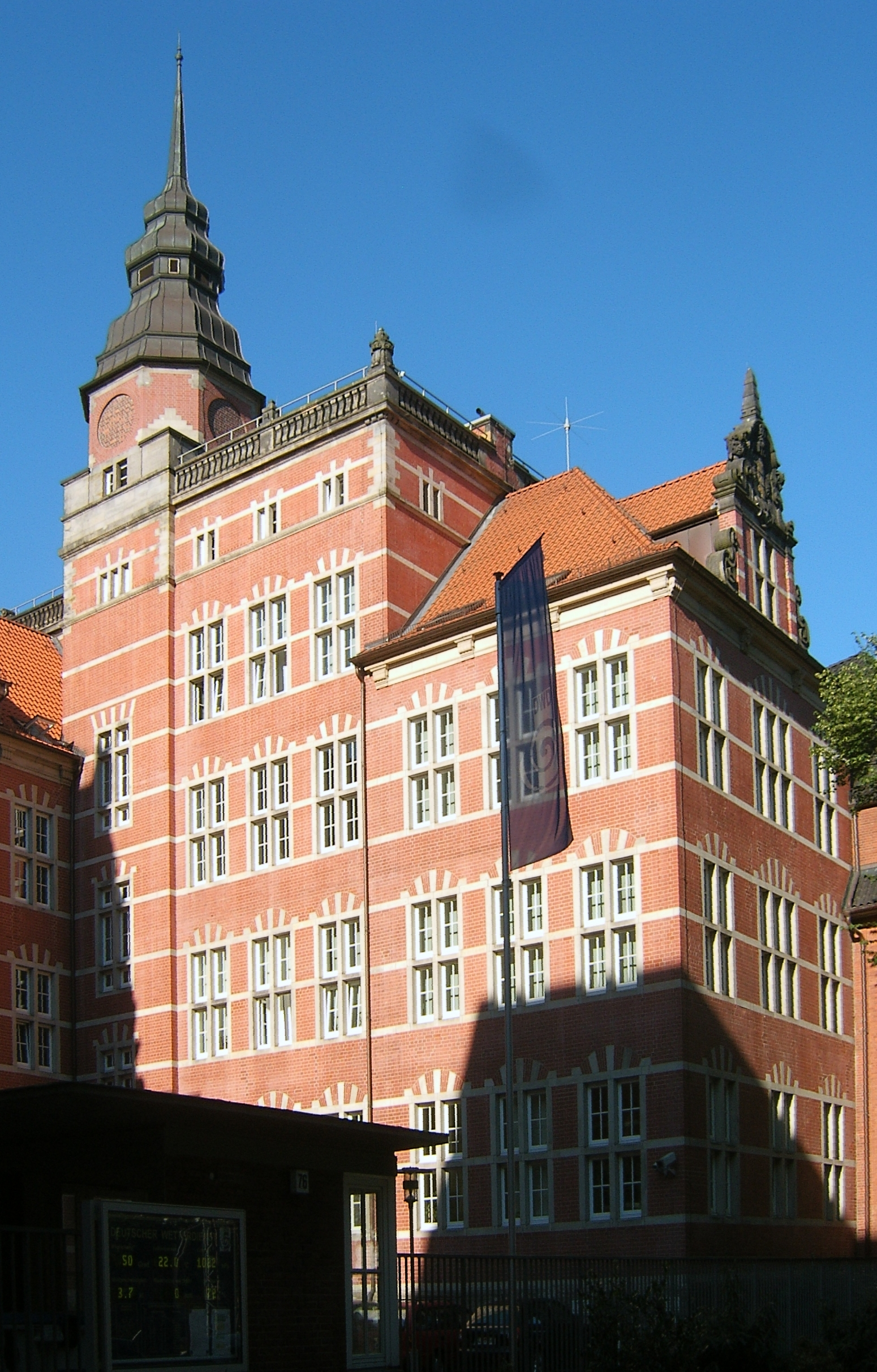
Gebäude

## Gebäude
Das Backsteingebäude der vormaligen Navigationsschule im Stadtteil Hamburg-St. Pauli oberhalb des nördlichen Elbufers wurde zwischen 1903 und 1905 nach Plänen von Albert Erbe erbaut. Die Fassaden des im Stil der niederländischen Renaissance gehaltenen Bauwerks sind mit Kartuschen mit Namenseinträgen verziert, mit denen an verdiente Geographen, Entdecker und Kartographen erinnert werden soll. Das Gebäude wird heute vom Deutschen Wetterdienst genutzt.